# Kamienica Kolegiacka w Krakowie
Kamienica Kolegiacka – zabytkowa kamienica znajdująca się w Krakowie, w dzielnicy I przy ulicy Szewskiej 22, na Starym Mieście.

## Historia
W średniowieczu i czasach nowożytnych w miejscu obecnej kamienicy znajdowały się dwa domy o gotyckim rodowodzie. Dom wschodni, zwany Kamienicą Groszowską, został wzniesiony w XVI wieku. Od 1636 był własnością kolegiaty św. Anny, mieszkali w nim wikariusze i penitencjarze. W XVII wieku uzyskał manierystyczną kamieniarkę. Dom zachodni, zwany Kamienicą Rządczykowską, również powstał w XVI wieku. W 1653 został własnością kolegiaty św. Anny. Obydwa domy zostały wyburzone w 1910.
Kamienica Kolegiacka została wzniesiona w latach 1910–1911 z inicjatywy kanonika Józefa Caputy. Projektantem budynku był architekt Józef Pokutyński.
19 lutego 1968 kamienica została wpisana do rejestru zabytków. Znajduje się także w gminnej ewidencji zabytków.

## Architektura
Kamienica reprezentuje styl modernistyczny z elementami historycznymi. Posiada ona dwa piętra. Fasada budynku jest sześcioosiowa, w jej środkowej części znajduje się ryzalit. Kamienny portal został przeniesiony z istniejącej w tym miejscu wcześniej Kamienicy Groszowskiej. Nad portalem znajduje się kamienna tablica, upamiętniająca budowę i jej inicjatora.

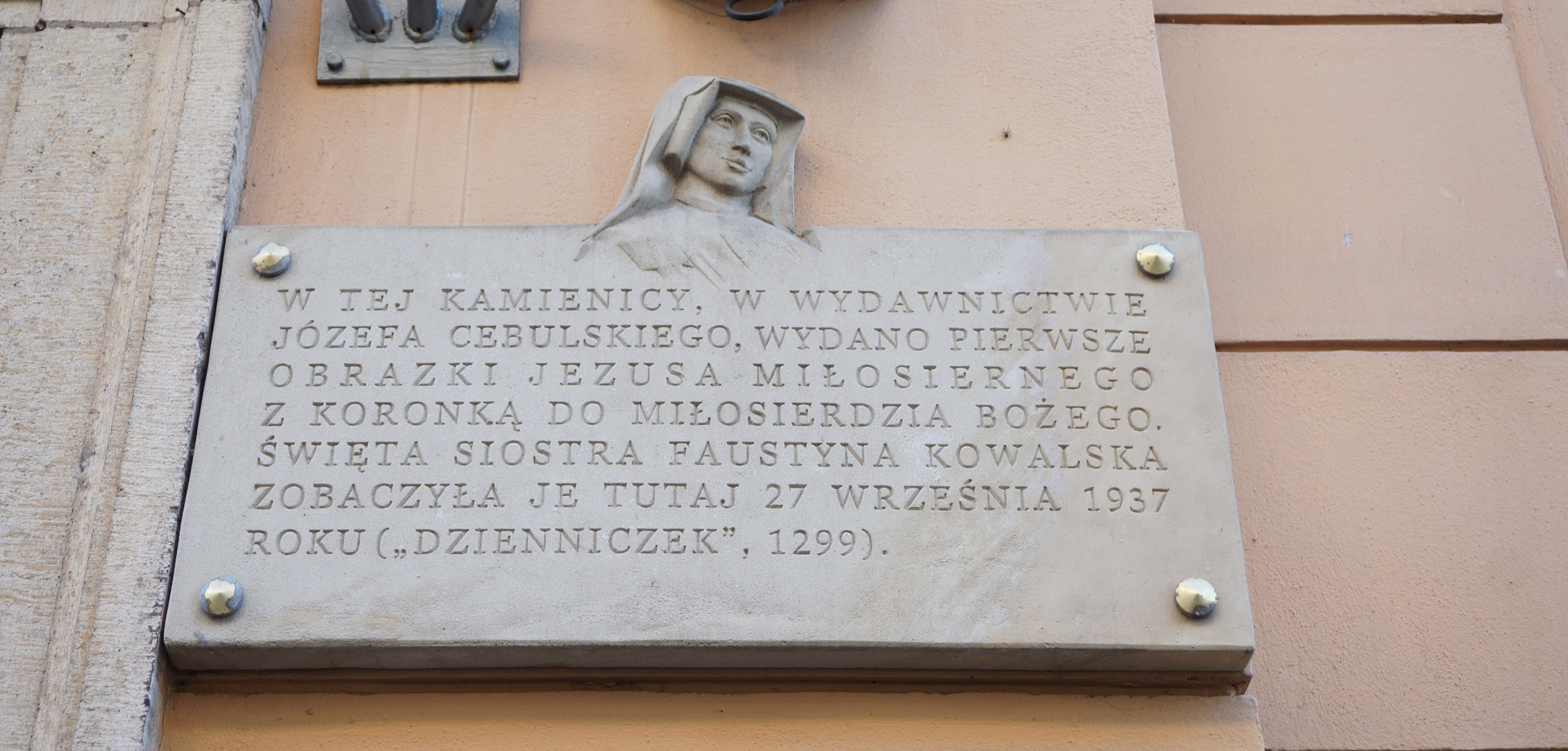
Tablica pamiątkowa związana z Faustyną Kowalską